# Troféu Juca Pato
O Troféu Juca Pato é um prêmio literário brasileiro, desde 1962 concedido anualmente em São Paulo pela União Brasileira de Escritores (UBE). 
São premiados pensadores que tenham publicado um livro no Brasil no ano anterior e que se destaquem pelo conjunto da obra em qualquer área do conhecimento, além de terem contribuído para o desenvolvimento e o prestígio do Brasil, na defesa de valores democráticos e republicanos. As indicações ao prêmio são realizadas por pessoas e entidades do meio literário, e selecionadas para votação dos membros associados à União Brasileira de Escritores.
Até o ano de 2008, contava com o apoio do jornal Folha de S.Paulo.

## Lista dos premiados
Ao longo de sua história, de 1962 até hoje, com uma única interrupção, entre 1993 e 1994, devido ao despejo da UBE de sua sede, os vencedores do concurso Intelectual do Ano foram:
| Ano  | Retrato | Laureado                               | Vida           | Ref |
| ---- | ------- | -------------------------------------- | -------------- | --- |
| 1963 |         | Afonso Schmidt                         | 1890-1964      |     |
| 1964 |         | Alceu Amoroso Lima                     | 1893-1983      |     |
| 1965 |         | Cassiano Ricardo                       | 1894-1974      |     |
| 1966 |         | Caio Prado Júnior                      | 1907-1990      |     |
| 1967 |         | Érico Veríssimo                        | 1905-1975      |     |
| 1968 |         | Menotti Del Picchia                    | 1892-1988      |     |
| 1969 |         | Jorge Amado                            | 1912-2001      |     |
| 1970 |         | Pedro Antonio de Oliveira Ribeiro Neto | 1908-1989      |     |
| 1971 |         | Josué Montello                         | 1917-2006      |     |
| 1972 |         | Cândido Mota Filho                     | 1897-1977      |     |
| 1973 |         | Afonso Arinos de Melo Franco           | 1905-1990      |     |
| 1974 |         | Raimundo Magalhães Júnior              | 1907-1981      |     |
| 1975 |         | Juscelino Kubitschek                   | 1902-1976      |     |
| 1976 |         | José Américo de Almeida                | 1887-1980      |     |
| 1977 |         | Luís da Câmara Cascudo                 | 1898-1986      |     |
| 1978 |         | Sobral Pinto                           | 1893-1991      |     |
| 1979 |         | Sérgio Buarque de Holanda              | 1902-1982      |     |
| 1980 |         | Dalmo de Abreu Dallari                 | 1931-2022      |     |
| 1981 |         | Paulo Bomfim                           | 1926-2019      |     |
| 1982 |         | Carlos Drummond de Andrade             | 1902-1987      |     |
| 1983 |         | Cora Coralina                          | 1889-1985      |     |
| 1984 |         | Fernando Henrique Cardoso              | 1931 (94 anos) |     |
| 1985 |         | Frei Betto                             | 1944 (80 anos) |     |
| 1986 |         | Antônio Callado                        | 1917-1997      |     |
| 1987 |         | Abguar Bastos                          | 1902-1995      |     |
| 1988 |         | Barbosa Lima Sobrinho                  | 1997-2000      |     |
| 1989 |         | Paulo Evaristo Arns                    | 1921-2016      |     |
| 1990 |         | Lêdo Ivo                               | 1924-2012      |     |
| 1991 |         | Fábio Lucas                            | 1931 (93 anos) |     |
| 1992 |         | Rachel de Queiroz                      | 1910-2003      |     |
| 1995 |         | Marcos Rey                             | 1925-1999      |     |
| 1996 |         | Luis Fernando Veríssimo                | 1936 (88 anos) |     |
| 1997 |         | Sábato Magaldi                         | 1927-2016      |     |
| 1998 |         | José Mindlin                           | 1914-2010      |     |
| 1999 |         | Jacob Gorender                         | 1923-2013      |     |
| 2000 |         | Octavio Ianni                          | 1926-2004      |     |
| 2001 |         | Salim Miguel                           | 1924-2016      |     |
| 2002 |         | Gilberto Mendonça Teles                | 1931-2024      |     |
| 2003 |         | Alberto da Costa e Silva               | 1931–2023      |     |
| 2004 |         | Luiz Gonzaga de Mello Belluzzo         | 1942 (82 anos) |     |
| 2005 |         | Luiz Alberto de Vianna Moniz Bandeira  | 1935-2017      |     |
| 2006 |         | Samuel Pinheiro Guimarães              | 1939-2024      |     |
| 2007 |         | Antonio Candido                        | 1918-2017      |     |
| 2008 |         | Lygia Fagundes Telles                  | 1923–2022      |     |
| 2012 |         | Tatiana Belinky                        | 1919-2013      |     |
| 2013 |         | Audálio Dantas                         | 1929-2018      |     |
| 2014 |         | João Batista de Andrade                | 1939 (85 anos) |     |
| 2015 |         | Bresser Pereira                        | 1934 (91 anos) |     |
| 2016 |         | Luiz Bernardo Pericás                  | 1969 (91 anos) |     |
| 2017 |         | Renata Pallottini                      | 1931-2021      |     |
| 2018 |         | Milton Hatoum                          | 1952 (72 anos) |     |
| 2019 |         | Ignácio de Loyola Brandão              | 1936 (88 anos) |     |
| 2020 |         | Ailton Krenak                          | 1953 (71 anos) |     |
| 2021 |         | Laerte Coutinho                        | 1951 (74 anos) |     |
| 2022 |         | Júlio Lancellotti                      | 1948 (76 anos) |     |
| 2023 |         | Conceição Evaristo                     | 1946 (78 anos) |     |